# Moritz Schädler
Moritz Schädler (* 20. März 1987 in Vaduz, Liechtenstein) ist liechtensteinischer Musiker, Podcaster und Stand-up-Comedian. Seine Musik veröffentlicht er unter dem Künstlernamen MoreEats.

## Leben und Karriere
Als Jugendlicher begann Schädler mit dem Musizieren im Internat. Nach abgeschlossener Bürolehre zog er nach Zürich. 2008 gewann er den Kulturpreis der Zeitung Liechtensteiner Vaterland.
Zwischen 2008 und 2016 veröffentlichte er fünf EPs und zwei Langspieler unter dem Künstlernamen MoreEats. Tourneen durch Nordamerika und Europa folgten. Musikalisch handelt es sich um Indie-Pop.
2016 war er in der Auswahl der besten Alben der Schweiz von SRF Virus. 2018 wurde Schädler Gitarrist bei Crimer.
2019 begann er vermehrt mit Auftritten an Comedy Open-Mics. 2020 wurde er nominiert für einen Swiss Comedy Award als bester Newcomer.
Von 2020 bis 2025 führte er den Comedy Podcast Endstation zusammen mit Mateo Gudenrath, ihr erster Gast war Jonny Fischer vom Duo DivertiMento. Nach 197 Folgen beendeten die beiden im Januar 2025 die Zusammenarbeit.
2023 wurde er Teil des Ensembles von Die Sendung des Monats im Schweizer Fernsehens. In der Satiresendung von Gabriel Vetter und Fabienne Hadorn ist er vermehrt als Aussenreporter zu sehen.

## Diskografie

### Alben und EPs
- 2008: 1
- 2009: 2
- 2009: 3
- 2010: 4
- 2011: Köfferli Schädler
- 2014: Big Cinema
- 2016: Quality Time
- 2024: Forever Fun